# تیزوکسانید
تیزوکسانید (به انگلیسی: Tizoxanide) با فرمول شیمیایی C۱۰H۷N۳O۴S یک ترکیب شیمیایی با شناسه پاب‌کم ۳۹۴۳۹۷ است. که جرم مولی آن ۲۶۵٫۲۵ g/mol می‌باشد. 